# 苦难诗社
《折磨詩人俱樂部》（英語：THE TORTURED POETS DEPARTMENT）是美国创作歌手泰勒·斯威夫特的第11张录音室专辑。斯威夫特在獲頒第66屆葛萊美獎年度最佳流行演唱專輯後宣布该专辑，並於2024年4月19日由聯眾唱片发行。該專輯由斯威夫特、傑克·安東諾夫和亞倫·戴斯納共同創作和製作。專輯標準版包括16首歌曲，斯威夫特與美國饒舌歌手波兹·马龙和英國獨立搖滾樂隊芙蘿倫絲機進份子進行了合作。專輯第2部分《THE ANTHOLOGY》在標準版釋出後兩個小時驚喜發行，包含了另外15首歌曲。與波兹·马龙合作歌曲十四夜是專輯首個主打單曲。
斯威夫特自稱《折磨詩人俱樂部》創作於其進行時代巡迴演唱會的期間，在她收穫極大商業與聲譽成功的同時，她也正經歷著“混亂無章法”與“心碎”的時光，因此，該專輯創作代表了她的“生命線”，在創作過程中，更是充分展現了她在歌詞寫作與創作的經營結晶。該專輯是一張合成器流行專輯，融合了搖滾和民謠的風格，其製作包括合成器、鋼琴和吉他。專輯的主題涉及斯威夫特的心理，對她的公開和私人生活進行內省。
該專輯打破了各種銷售和串流記錄。專輯於Spotify打破專輯單日和單週全球串流量的紀錄，並在歐洲、亞太地區和美洲各地的地區榜上登頂，此外也打破了澳大利亞、加拿大、德國和英國的榜單紀錄。《折磨詩人俱樂部》在美國《告示牌》二百大專輯榜以首週261萬专辑等价单位奪冠，其中包括191萬銷量，為斯威夫特史上最佳銷售週，並延續了她專輯首週獲逾100萬等價單位的紀錄，達7張。斯威夫特憑藉專輯曲目成為在《公告牌》百大單曲榜上獨佔前14名的歌手，其中十四夜位居榜首。
該專輯獲評兩極。多數評論較為正面，樂評人讚揚斯威夫特引人共鳴和幽默風趣的宣洩式創作風格，但部分評論家批評其冗長且缺乏深度。記者將此種現象歸因於評論者藉斯威夫特的名氣和地位引起轰动效应，忽視音樂方面的藝術評價。部分樂評人於進一步聆聽後，對專輯的後續評價則讚賞在音樂和歌詞方面隱約浮現的細微差異。為宣傳專輯，斯威夫特在2024年5月9日時代巡迴演唱會巴黎站第一場演出中對演出曲目表進行調整並將《折磨詩人俱樂部》的歌曲列入到了演出中。

## 背景與構思
2022年10月21日，泰勒·斯威夫特發行第10張錄音室專輯《午夜》，在樂評與銷售表現皆獲佳績。2023年，斯威夫特發行重錄專輯《爱的告白 (重制版)》和《1989 (重制版)》，作為反制作品母帶所有權爭議的措施。兩張重錄專輯皆為斯威夫特在時代巡迴演唱會製作，該演唱會是史上首場總收入逾10億美元的演唱會。2024年2月4日，泰勒絲把社交媒體頭像換成黑白色的《午夜》專輯封面。同日，《午夜》在第66屆葛萊美獎獲頒葛萊美獎年度專輯和最佳流行演唱专辑。斯威夫特在最佳流行歌唱專輯獲獎致詞中，宣布將發行她自2022年起持續創作的錄音室專輯《苦难诗社》。此消息與她粉絲的猜測背道而馳，後者預計斯威夫特會宣布重新錄製2017年專輯《舉世盛名》。
斯威夫特將《午夜》交付聯眾唱片發行後便開始構思下一張專輯，並在2023年時代巡迴演唱會美國場期間持續製作。在製作過程中，她的戀愛生活為媒體廣泛報導的話題，尤其是她與喬·歐文、馬蒂·希利、特拉维斯·凯尔西之間的關係。斯威夫特在時代巡迴演唱會2024年2月墨爾本場次上表示，《苦难诗社》對她而言就像「生命線」，是一張她「有必要」創作的專輯，該專輯使她確信創作歌曲是生命不可或缺的一部分。斯威夫特在Instagram文章稱該專輯是「一張反映了短暫、宿命論等時刻之事件、意見和情感的新作品選集——一段既轟動又悲傷的時刻」。

## 詞曲

### 主題與歌詞
專輯標準版共16首曲目，斯威夫特獨自創作了其中2首，其餘曲目由她、杰克·安东诺夫和亞倫·戴斯納共同創作。此外，她與波兹·马龙共同創作並演唱〈十四夜〉，與芙蘿倫絲機進份子主唱弗洛倫斯·韋爾奇共同創作並演唱〈佛羅里達！！！〉。斯威夫特、安东诺夫和戴斯納共同製作專輯全曲。
該專輯根植於個人的歌曲創作，探討了斯威夫特對其私人和公共生活事件的內省。她從自身動盪的戀情和公眾對她名聲的看法中汲取靈感，創作出混亂、無拘無束且毫無保留的敘事詞，並透過引喻和提及名人，以對她的私人生活自我參考。斯威夫特透過妄想、憤怒、哀悼和死亡等主題表達該專輯的首要主題——心碎。歌詞雖喚起脆弱和辛辣的情感，但也融入了幽默和誇張。樂評人認為這些歌詞為斯威夫特展現她的自知或自覺。斯威夫特視該專輯為情感宣洩的練習，稱其內容猶如宿命論，中心思想為「渴望、憧憬、失落的夢想」。
樂評人稱《苦难诗社》是一張後分手專輯。安·鮑爾斯在全国公共广播电台撰文表示，在整張專輯中，斯威夫特試圖理解產生情感暴力的緣由。音樂教授塞繆爾·穆雷在The Conversation撰文認為該專輯以通俗剧為敘事手法，並稱「（斯威夫特）在分享內心深處的想法時，歌頌情感的脆弱」。《商业内幕》的卡莉·阿爾格里姆表示該專輯的內容展現斯威夫特最混亂、性感和有趣的一面。《獨立報》的海倫·布朗認為斯威夫特的歌曲創作取材於她的乡村音乐根源，並以此探索細節豐富的敘事手法。雖然一些樂評人認為該專輯有自傳的特點，但Pitchfork的沙阿德·迪蘇扎表示該專輯融合了自白和虛構的敘事手法。

### 製作與音樂
該專輯的標準版主要由斯威夫特和安東諾夫製作，為合成器流行專輯。製作方面，該專輯以中速節奏為主，由微弱的合成器和少量的鼓機組成。樂評人認為該專輯的製作風格相當簡約，並將其以合成器為主的音樂風格與《午夜》比較。《PopMatters》的伊戈爾·班尼科夫稱該專輯「簡單、具獨立風格且近乎寂靜」，《衛報》的亞歷克西斯·佩特裡迪斯認為該專輯具有斯威夫特2014年專輯《1989》的「光滑的80年代風格流行搖滾」。《泰晤士报》的威爾·霍奇金森稱該專輯為合成器流行與80年代強力謠曲的結合。斯威夫特主要以低音聲區演唱饒舌、對話風格的語句。穆雷分析稱該專輯運用了斯威夫特的常用手法，如單音旋律和談話般的宣敘調風格。《经济学人》認為該專輯的音樂較為陰鬱，與適合跳舞的流行曲大相徑庭。
多首曲目採用了較精簡的配樂，主要使用钢琴或吉他，並融入各種風格。例如〈但 爹地我愛他〉和〈罪愛〉結合現場鼓聲和鄉村、搖滾音樂的作用；〈低迷境地〉則在活潑動態的韻律呈現节奏布鲁斯的特點；〈愛囚重生〉由西部搖滾的電吉他組成；〈我能救贖他 (我真能做到)〉、〈佛羅里達！！！〉和〈誰會害怕從前那個渺小的我？〉則是對南方哥特風格的試驗。《紐約客》的泰勒·福格特稱《苦难诗社》融合了夢幻流行和南方哥特風格，並帶有些許鄉村氛圍。Uproxx的喬什·庫爾普則認為該專輯應為無類型音樂。
該專輯的第二部分《THE ANTHOLOGY》主要由室內流行和流行民謠的鋼琴抒情曲組成。斯威夫特和戴斯納製作了其中的大部分曲目。《THE ANTHOLOGY》多有原音、民謠取向的音樂，並融入原聲吉他的撥弦、柔和的鋼琴聲和細微的合成器。樂評人將其風格與斯威夫特2020年專輯《民间故事》和《恆久傳說》比較。《每日电讯报》的尼爾·麥考密克認為，此種較柔和的聲音可使歌詞更精妙，並透過歌詞探索斯威夫特的人物研究（如〈Cassandra〉、〈Peter〉、〈Robin〉）或自我反思（如〈The Albatross〉、〈The Bolter〉、〈I Look in People's Windows〉、〈I Hate It Here〉）。

## 市場行銷

### 標題與封面

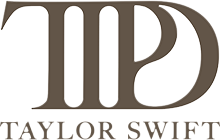
專輯簡稱「TTPD」的官方標誌

專輯標題缺少的撇號（如「Poets」在文法上應為「Poets'」）引起各方對於文法正確性的討論。多位學者指出斯威夫特將「Tortured Poets」用作定語名詞修飾「Department」，一如1989年電影（Dead Poets Society），而非用作名詞的所有格。專輯封面由貝絲·加拉布蘭特拍攝，為魅力摄影風格的黑白照片，內容是斯威夫特躺在床上，穿著The Row和圣罗兰的黑色内衣、透明上衣和高腰短褲。眾多品牌、組織、運動隊和連鎖店模仿專輯封面和名稱，並創作大量。媒體稱該專輯擁有暗黑學術般的視覺藝術風格。

### 宣傳與發行
斯威夫特在格萊美獎發表專輯後，她於2024年2月6日透過社群媒體展示標準版的曲目表。斯威夫特發表了專輯的4個實體版本「手稿」、「The Bolter」、「The Albatross」和「The Black Dog」，分別以對應的加值曲目命名。她於時代巡迴演唱會澳洲場和新加坡場發表了除「手稿」外的實體版本。此外，她與目標百貨合作推出了「Phantom Clear」獨家收藏版黑膠唱片。
斯威夫特於Apple Music、Spotify、YouTube、Instagram和Threads等線上平台宣傳單曲，並促使粉絲找尋彩蛋。關於該專輯的宣傳內容多樣，例如由斯威夫特精選的Apple Music播放列表，內附她先前發行的歌曲，主題源自悲傷5階段；由Spotify主辦，位於洛杉磯葛洛夫購物中心的快閃圖書館；在全球多地出現的QR碼壁畫，其連結導向未於斯威夫特YouTube頻道公開發布的短片；斯威夫特的Instagram個人頁面會顯示專輯發行倒數；在Threads發表使用了與斯威夫特和專輯相關的主題標籤後，會出現閃光特效。iHeartRadio和天狼星XM為慶祝專輯發行，宣布將播出含斯威夫特獨家內容的特別節目。iHeartRadio於專輯發行當日將品牌暫時更名為「iHeartTaylor」。

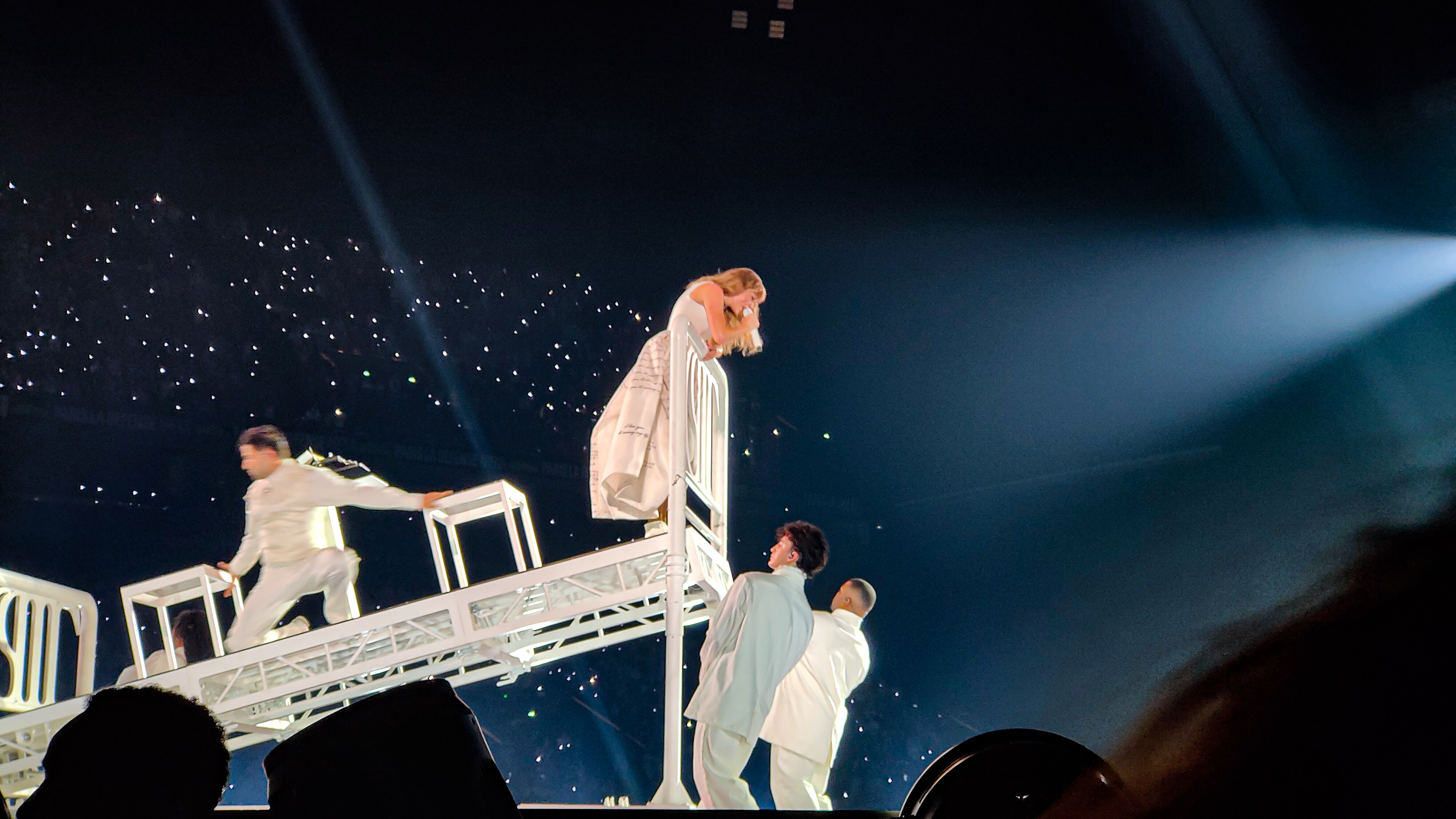
斯威夫特自2024年5月的時代巡迴演唱會巴黎場重新編排歌單，並加入新演出場景

2024年4月19日，《苦难诗社》發行，2小時後，其雙專輯版本《THE ANTHOLOGY》在數位平台驚喜發行，含另外15首曲目。專輯標準版發行2日前已在網路上洩漏，X（Twitter前身）為此暫時停用了「泰勒·斯威夫特洩露」（Taylor Swift leak）的搜尋結果。《苦难诗社》有19種實體版本：9種CD版、6種黑膠唱片版、4種卡式錄音帶版。CD和錄音帶的豪華版於斯威夫特官方網站獨家發售。實體版本內附美國創作歌手史蒂薇·妮克絲創作的詩。主打單曲〈十四夜〉和其音樂錄影帶與專輯同步發行。環球音樂在7月2日將〈即使心碎我也無怨無悔〉向義大利電台派台，7月12日向美國當代流行電台派台，7月16日發行數位單曲。《THE ANTHOLOGY》黑膠和CD版於11月29日發行。
自2024年5月的時代巡迴演唱會巴黎場起，斯威夫特重新編排演唱會歌單，加入《苦难诗社》曲目，並稱其為「女性憤怒音樂劇」（Female Rage the Musical）。5月17日，斯威夫特限量發行3種數位版本，分別收錄了〈The Black Dog〉、〈Cassandra〉、〈誰會害怕從前那個渺小的我？〉的手機錄音樣本。5月24日，斯威夫特在官方網站限時發售該專輯的3種數位版本，附加曲目分別為現場版本的〈一生缺憾〉、〈我的男孩只會親手毀壞心愛玩具〉或〈鍊愛術〉/〈危險關係〉混搭版。另有多種CD限量版本，分別附有原音版的〈但 爹地我愛他〉、〈十四夜〉、〈愛囚重生〉、〈低迷境地〉或〈罪愛〉等歌曲。

## 專業評價

### 評論
| 綜合得分       | 綜合得分  |
| 來源           | 評分      |
| -------------- | --------- |
|                | 7.5/10    |
|                | 76/100    |
| 評論得分       |           |
| 來源           | 評分      |
| AllMusic       | [ 113 ]   |
| 《Clash》      | 8/10      |
| 《每日电讯报》 | [ 註 8 ]  |
| 《衛報》       | [ 55 ]    |
| 《獨立報》     | [ 45 ]    |
| 《新音乐快递》 | [ 48 ]    |
| Pitchfork      | 6.6/10    |
| 《滾石》       | [ 註 10 ] |
| 《偏锋杂志》   | [ 52 ]    |
| 《泰晤士报》   | [ 115 ]   |

媒體對《苦难诗社》的評論多為正面或褒貶不一。根據評論聚合網站Metacritic，該專輯獲76分（滿分100，基於24條評論）的加權平均分，達「正面評論為主」評級。《THE ANTHOLOGY》獲69分（基於6條評論），達「正面評論為主」評級。
部分樂評人認為《苦难诗社》是斯威夫特音樂作品的一大里程碑。《獨立報》的海倫·布朗、《The Arts Desk》的艾莉·羅伯茨、《泰晤士報》的丹·凱恩斯、《PopMatters》的傑弗里·戴維斯和《Q》的威爾·哈里斯皆讚賞該專輯是斯威夫特最紮實的作品之一，並認為其作曲、演唱風格和抒情語調既大膽又具雅致般的實驗性質。《綜藝》的克里斯·威爾曼、《i》的埃德·鮑爾和《觀察家報》的基蒂·恩派爾則稱該專輯為典型的斯威夫特專輯。
樂評人讚賞斯威夫特的詞曲創作。The Line of Best Fit的保羅·布里奇沃特稱該專輯為斯威夫特迄今最連貫的作品，並表示其音樂精緻且象徵性強。《金融時報》的盧多維克·亨特-蒂爾尼認為該專輯是斯威夫特風格的演化，其歌曲創作經「極具吸引力的轉變」後進入喜怒無常的通俗剧。《衛報》的亞歷克西斯·佩特裡迪斯和《美國詞曲作家》的亞歷克斯·霍珀稱斯威夫特為專輯創作了生涯迄今最風趣的歌詞，並為其添加微妙的配樂，展現了她「在風險迴避的流行樂時代背景下承擔風險」和「不斷進化並突破自我極限」。在較為審慎的評論中，Pitchfork的奧利維亞·霍恩認為該專輯的歌詞沒有「提煉全面的情感事實，且傾向抑制而非刺激」。《纽约时报》的林賽·佐拉茲、《偏锋杂志》的喬納森·基夫和《Exclaim!》的亞歷克斯·哈德森則表示專輯部分歌詞糟糕且冗長，哈德森稱其中不少歌曲「誤將冗長作詩意」。
歌詞中動盪、無拘無束的情緒也獲樂評人關注。多篇評論讚揚該專輯沉重、未經修飾的情感，《Clash》的勞倫·韋伯稱該專輯是對衰退的心智能力之「迷人、惡毒、混亂的寫照」。鮑爾認為該專輯展現了斯威夫特重獲新生之自由，且「不再顧慮歌曲所談論或支持的對象，僅專注於她本身」。《滾石》的羅伯·薛菲德和《綜藝》的克里斯·威爾曼也對該專輯提及相似觀點，分別稱其為斯威夫特「光彩奪目地混亂」和「引人入勝又大膽」的作品。威爾曼表示該專輯將巧妙設計與情感宣洩相結合。《前音後果》的瑪麗·西羅基則認為該專輯的歌詞風格既怪異又刺耳，並提到該專輯是斯威夫特自我模仿的嘗試，而非展現她的詞曲創作才能。
不少樂評人，如佐拉茲、《新音乐快递》的勞拉·莫洛伊、Stereogum的湯姆·布雷漢，認為斯威夫特和安東諾夫在該專輯的合作中缺乏創新，因其音頻她們先前製作的專輯相似。《紐約客》的阿曼達·佩特魯西奇提到她偏好戴斯納對該專輯的貢獻，認為其風格「更平和、溫柔且出人意料」。霍恩和英國廣播公司的馬克·薩維奇認為該專輯的旋律聽起來既單調又古板，但其他樂評人稱簡約的音樂恰好與斯威夫特高度自我的歌詞相映。霍珀認為該專輯展現了「斯威夫特作為藝術家的自信已達巔峰」。影音俱樂部的瑪麗·凱特·卡爾提到該專輯相當精良，但在斯威夫特已「無須自證」的時刻發行，只會影響她的藝術才能，使其停滯不前。《Paste》一篇匿名評論也提出相似觀點，並批評該專輯倉促、空洞且無法引人共鳴。

### 評論後分析
多位記者和專欄作家交叉檢視了《苦难诗社》的評論和反應。多家出版物認為該專輯獲評兩極，The Ringer的內森·哈伯德稱該專輯是斯威夫特自《舉世盛名》（2017年）以來最具爭議的專輯。《紐約時報》和《Vox》的記者將此現象歸因於2020—2024年間斯威夫特高漲的名聲和媒體對她的「過度曝光」，如她發行了8張專輯、影響深遠的時代巡迴演唱會、與特拉维斯·凯尔西的關係等。一些媒體稱《Paste》的匿名評論「苛刻」。《南華早報》的素米瑪·坎丹加瓦認為《Paste》因斯威夫特的粉絲「在維護喜愛的歌手時可能會相當激動」，而隱去樂評人姓名。該專輯在Pitchfork的評分為斯威夫特生涯最低分。Sputnikmusic在短時間內發表了3篇不同評分的評論，每篇評分都比前一篇低，《巴黎时装公报》的明英表示此種評分方式令她相當困惑。斯威夫特透過社群媒體分享專輯的正面評論並註明作者，一些媒體認為這是她對《Paste》和其他負面評論的回應。
部分媒體認為專輯初期的評價展現了評論音樂的主流方式存在缺陷。彭博新聞社的潔西卡·卡爾提到，「冗長」的專輯使評論者須「熬夜到黎明聽完專輯」以及時發布評論，也使他們過於倉促地評論，並批評了《Paste》對歌手本人的挖苦和《滾石》的「即刻經典」評價。The Ringer的諾拉·普林西奧蒂將兩極分化的評價歸因於雙專輯的驚喜發行；內森·哈伯德則認為《紐約客》、《紐約時報》和《Paste》等媒體有一些「自以為是」的評論家，他們利用斯威夫特億萬富翁的身份淡化她在專輯中詳細描述的個人問題。卡爾認為部分「知名出版物」迎合八卦而非認真分析專輯，明英強調有些評論提及斯威夫特的公眾形象而非音樂本身。《紐約客》的希尼德·奧沙利文說明斯威夫特的專輯內含多層自我參考的「傳說」，樂評人因未考慮到此種要素或聆聽時間不足，而寫下負面評論。
《Slate》的克里斯·莫蘭菲提到一些樂評人收回了他們對專輯的初期評論，並稱他們在評價時過於匆忙。莫蘭菲表示之後的評論普遍認為《苦难诗社》在多聽幾次後「越聽越喜歡」。莫蘭菲也提到他相比一週前更喜愛該專輯。CNN的奧利弗·達西表示他對《苦难诗社》的評價過於倉促，專輯的評論那時褒貶不一，他也同其他樂評人，認為專輯過長且無法使他留下印象。但他在一週後評價「再用更多時間細細品味這2小時的音樂盛宴，並仔細探究其細微之處後，我準備宣佈這是斯威夫特最好的作品之一」。達西認為該專輯不能以「TikTok的速度」消化，並批評那些不去「醞釀」專輯，而期望「立即滿足」的樂評人。

### 年終榜
| 出版物／樂評人     | 獎項                            | 排名   | 參考資料 |
| ------------------ | ------------------------------- | ------ | -------- |
| 《告示牌》         | 2024年50佳專輯                  | 8      | [ 139 ]  |
| 《商业内幕》       | 2024年最佳專輯                  | 5      | [ 140 ]  |
| 《柯夢波丹》       | 2024年最佳專輯                  | 不適用 | [ 141 ]  |
| 《獨立報》         | 2024年最佳專輯                  | 19     | [ 142 ]  |
| 《纽约时报》       | 乔恩·卡拉曼尼卡的2024年最佳專輯 | 16     | [ 143 ]  |
| 《人物》           | 2024年10大專輯                  | 4      | [ 144 ]  |
| 《滾石》           | 2024年百佳專輯                  | 23     | [ 145 ]  |
| 《The Tennessean》 | 2024年最佳納許維爾專輯          | 不適用 | [ 146 ]  |
| 《Time Out》       | 2024年最佳專輯                  | 25     | [ 147 ]  |
| 《Uncut》          | 2024年80大專輯                  | 68     | [ 148 ]  |
| 《Uproxx》         | 2024年最佳專輯                  | 不適用 | [ 149 ]  |

## 商業表現
斯威夫特憑藉《苦难诗社》刷新多項銷售紀錄。《衛報》評論稱該專輯「以多項指標鞏固了斯威夫特作為本世紀最流行歌星的地位」。該專輯在Spotify為最多預先儲存的專輯，且以單日3億次播放量刷新《午夜》此前創下的歷史紀錄，並在5天內累積逾10億播放量，是史上首張一週內播放量破10億的專輯。該專輯刷新亚马逊音乐單日播放量紀錄，且為Apple Music最多單日播放量的流行專輯。該專輯於發行首週在全球獲17.6億次播放量，刷新歷史紀錄。聯眾唱片在報告中提到全球首週銷量逾400萬專輯等價單位。
在美國，根據《告示牌》的數據，《苦难诗社》在4天內的銷售量逾160萬專輯等價單位，而黑膠唱片銷量逾70萬張，刷新單週黑膠銷售紀錄（此前紀錄為斯威夫特2023年專輯《1989 (重制版)》）。該專輯在6天內獲逾7.99億次串流媒體播放量，刷新由德雷克2018年專輯《Scorpion》保持的單週串流媒體紀錄。《苦难诗社》於發行首週以261萬專輯等價單位在《告示牌》二百大專輯榜奪冠，其中含191.4萬張純銷量和8.91億次串流媒體播放量。該專輯為斯威夫特的第14張冠軍專輯，並與杰斯並列為獲最多冠軍專輯的單人歌手。該專輯的一週最高銷量在《告示牌》專輯等價單位史上位居第2，在純銷量史上位居第3。該專輯在二百大專輯榜的前10週均於榜首，為史上第5張達成此紀錄的專輯。《THE ANTHOLOGY》全曲31首皆進入《告示牌》百大單曲榜，並首次在榜單獨佔前14名。斯威夫特以32首在榜歌曲刷新最多入榜歌曲的女性歌手紀錄，且為首位生涯獲逾50首前10名歌曲的女性。
《苦难诗社》在全球各地也刷新了排行榜紀錄。在德國，該專輯創下史上最高單日串流媒體播放量，並以國際單人歌手的身分刷新7年前的銷售紀錄，登上專輯榜首。在英國，該專輯是自7年前以來所有歌手中最熱銷的專輯，也是自18年前以來非英國歌手中最熱銷的專輯，首週銷量達27萬張。該專輯是斯威夫特在英國專輯排行榜的第12張冠軍專輯，且與麥當娜並列為擁有最多冠軍專輯的女性歌手。該專輯也是自1994年起英國最熱銷的黑膠專輯，打破此前由《午夜》創下的紀錄。《苦难诗社》在澳洲ARIA專輯榜是斯威夫特的第13張冠軍專輯，刷新女性歌手在該榜的紀錄。斯威夫特憑藉專輯曲目在ARIA單曲榜打破在前10（佔10首）、前50（佔29首）和前100名（佔31首）中同時擁有最多入榜歌曲的紀錄。該專輯在發行首週於《告示牌》加拿大專輯榜奪冠，為斯威夫特的第14張冠軍專輯，並刷新榜單史上單週最高黑膠銷量和串流媒體播放量紀錄。10首專輯曲目於《告示牌》巴西百大單曲榜入榜。

## 獎項
| 獎項／組織               | 年份   | 類別             | 結果 | 參考    |
| ------------------------ | ------ | ---------------- | ---- | ------- |
| 尼克频道儿童选择奖       | 2024年 | 最愛專輯         | 提名 | [ 164 ] |
| Los40音樂獎              | 2024年 | 最佳國際專輯     | 提名 | [ 165 ] |
| 澳大利亞唱片業協會音樂獎 | 2024年 | 最佳國際歌手     | 獲獎 | [ 166 ] |
| 公告牌音乐奖             | 2024年 | 公告牌二百大專輯 | 獲獎 | [ 167 ] |
| 香港電台國際流行音樂大獎 | 2024年 | 最佳英文原聲大碟 | 獲獎 | [ 168 ] |
| 网易云音乐年度音乐奖     | 2024年 | 年度最热英语专辑 | 獲獎 | [ 169 ] |
| 葛萊美獎                 | 2025年 | 年度专辑         | 提名 | [ 170 ] |
| 葛萊美獎                 | 2025年 | 最佳流行演唱專輯 | 提名 | [ 170 ] |
| Premios Odeón            | 2025年 | 最佳國際專輯     | 獲獎 | [ 171 ] |
| 年度全球唱片艺人奖       | 2025年 | 2024年全球專輯   | 獲獎 | [ 172 ] |

## 曲目表
| 標準版   | 標準版                                                                                 | 標準版                                    | 標準版                            | 標準版  |
| 曲序     | 曲目                                                                                   | 词曲                                      | 製作人                            | 时长    |
| -------- | -------------------------------------------------------------------------------------- | ----------------------------------------- | --------------------------------- | ------- |
| 1.       | 十四夜（波兹·马龙助阵） Fortnight (featuring Post Malone)                              | 泰勒·斯威夫特 杰克·安东诺夫 奧斯汀·波斯特 | 斯威夫特 安东诺夫 路易斯·贝尔 [a] | 3:48    |
| 2.       | 折磨詩人俱樂部 The Tortured Poets Department                                           | 斯威夫特 安东诺夫                         | 斯威夫特 安东诺夫                 | 4:53    |
| 3.       | 我的男孩只會親手毀壞心愛玩具 My Boy Only Breaks His Favorite Toys                      | 斯威夫特                                  | 斯威夫特 安东诺夫                 | 3:23    |
| 4.       | 低迷境地 Down Bad                                                                      | 斯威夫特 安东诺夫                         | 斯威夫特 安东诺夫                 | 4:21    |
| 5.       | 再見，倫敦 So Long, London                                                             | 斯威夫特 亚伦·戴斯纳                      | 斯威夫特 戴斯纳                   | 4:22    |
| 6.       | 但 爹地我愛他 But Daddy I Love Him                                                     | 斯威夫特 戴斯纳                           | 斯威夫特 戴斯纳 安东诺夫          | 5:40    |
| 7.       | 愛囚重生 Fresh Out the Slammer                                                         | 斯威夫特 安东诺夫                         | 斯威夫特 安东诺夫                 | 3:30    |
| 8.       | 佛羅里達！！！（芙蘿倫絲機進份子助阵） Florida!!! (featuring Florence and the Machine) | 斯威夫特 弗洛倫斯·韋爾奇                  | 斯威夫特 安东诺夫                 | 3:35    |
| 9.       | 罪愛 Guilty as Sin?                                                                    | 斯威夫特 安东诺夫                         | 斯威夫特 安东诺夫                 | 4:14    |
| 10.      | 誰會害怕從前那個渺小的我？ Who's Afraid of Little Old Me?                              | 斯威夫特                                  | 斯威夫特 安东诺夫                 | 5:34    |
| 11.      | 我能救贖他 (我真能做到) I Can Fix Him (No Really I Can)                                | 斯威夫特 安东诺夫                         | 斯威夫特 安东诺夫                 | 2:36    |
| 12.      | 一生缺憾 loml                                                                          | 斯威夫特 戴斯纳                           | 斯威夫特 戴斯纳                   | 4:37    |
| 13.      | 即使心碎我也無怨無悔 I Can Do It With a Broken Heart                                   | 斯威夫特 安东诺夫                         | 斯威夫特 安东诺夫                 | 3:38    |
| 14.      | 世上最可悲的男人 The Smallest Man Who Ever Lived                                       | 斯威夫特 戴斯纳                           | 斯威夫特 戴斯纳                   | 4:05    |
| 15.      | 鍊愛術 The Alchemy                                                                     | 斯威夫特 安东诺夫                         | 斯威夫特 安东诺夫                 | 3:16    |
| 16.      | 克拉拉‧鮑 Clara Bow                                                                    | 斯威夫特 戴斯纳                           | 斯威夫特 戴斯纳                   | 3:36    |
| 总时长： | 总时长：                                                                               | 总时长：                                  | 总时长：                          | 1:05:08 |

| THE ANTHOLOGY版 | THE ANTHOLOGY版                  | THE ANTHOLOGY版                 | THE ANTHOLOGY版          | THE ANTHOLOGY版 |
| 曲序            | 曲目                             | 词曲                            | 製作人                   | 时长            |
| --------------- | -------------------------------- | ------------------------------- | ------------------------ | --------------- |
| 17.             |                     | 斯威夫特                        | 斯威夫特 安东诺夫        | 3:58            |
| 18.             | imgonnagetyouback                | 斯威夫特 安东诺夫               | 斯威夫特 安东诺夫        | 3:42            |
| 19.             |                                  | 斯威夫特 戴斯纳                 | 斯威夫特 戴斯纳          | 3:03            |
| 20.             | Chloe or Sam or Sophia or Marcus | 斯威夫特 戴斯纳                 | 斯威夫特 安东诺夫        | 3:33            |
| 21.             | How Did It End?                  | 斯威夫特 戴斯纳                 | 斯威夫特 戴斯纳          | 3:58            |
| 22.             | So High School                   | 斯威夫特 戴斯纳                 | 斯威夫特 戴斯纳          | 3:48            |
| 23.             | I Hate It Here                   | 斯威夫特 戴斯纳                 | 斯威夫特 戴斯纳          | 4:03            |
| 24.             | thanK you aIMee[b]               | 斯威夫特 戴斯纳                 | 斯威夫特 戴斯纳 安东诺夫 | 4:23            |
| 25.             | I Look in People's Windows       | 斯威夫特 安东诺夫 帕德里克·伯格 | 斯威夫特 安东诺夫 伯格   | 2:11            |
| 26.             | The Prophecy                     | 斯威夫特 戴斯纳                 | 斯威夫特 戴斯纳          | 4:09            |
| 27.             | Cassandra                        | 斯威夫特 戴斯纳                 | 斯威夫特 戴斯纳          | 4:00            |
| 28.             | Peter                            | 斯威夫特                        | 斯威夫特 戴斯纳          | 4:43            |
| 29.             |                                  | 斯威夫特 戴斯纳                 | 斯威夫特 戴斯纳          | 3:58            |
| 30.             | Robin                            | 斯威夫特 戴斯纳                 | 斯威夫特 戴斯纳          | 4:00            |
| 31.             | 手稿 The Manuscript              | 斯威夫特                        | 斯威夫特 戴斯纳          | 3:44            |
| 总时长：        | 总时长：                         | 总时长：                        | 总时长：                 | 2:03:21         |

注释
- ^[a] 為合聲製作人。
- 專輯實體版本额外分为、和手稿四個版本，每個版本均額外包含了該版本的同名歌曲。
- ^[b] 包含《thanK you aIMee》/《太刻薄》的時代巡迴演唱會現場版本的專輯專輯實體限定版中《thanK you aIMee》風格化為《thank You aimEe》。
- 歌曲中文名为星外星唱片中国大陆进口版和环球唱片台湾引进版官方译名，如歌曲無中文名則代表該歌曲暫無官方譯名。[2][175][176][177][1]

## 排行榜
| 排行榜（2024年）                                   | 最高排名 |
| -------------------------------------------------- | -------- |
| 阿根廷（CAPIF專輯榜）                              | 1        |
| 澳大利亞（ARIA專輯榜）                             | 1        |
| 奧地利（奧地利Ö3專輯榜）                           | 1        |
| 比利時法蘭德斯（Ultratop專輯榜）                   | 1        |
| 比利時瓦隆（Ultratop專輯榜）                       | 1        |
| 加拿大（《告示牌》Canadian Albums Chart）          | 1        |
| 克羅埃西亞（HDU全球專輯榜）                        | 1        |
| 捷克（ČNS IFPI專輯榜）                             | 1        |
| 丹麥（Hitlisten專輯榜）                            | 1        |
| 荷蘭（MegaCharts專輯榜）                           | 1        |
| 芬蘭（Suomen virallinen lista專輯榜）              | 2        |
| 法國（SNEP專輯榜）                                 | 1        |
| 德國（Offizielle Top 100專輯榜）                   | 1        |
| 希臘（IFPI Greece專輯榜）                          | 1        |
| 匈牙利（MAHASZ專輯榜）                             | 1        |
| 冰島（Plötutíðindi專輯榜）                         | 1        |
| 愛爾蘭（IRMA專輯榜）                               | 1        |
| 義大利（FIMI專輯榜）                               | 1        |
| 日本（Oricon專輯榜）                               | 4        |
| 日本（Oricon專輯合算榜）                           | 4        |
| 日本（Billboard Japan Hot Albums）                 | 5        |
| 立陶宛（AGATA專輯榜） 《苦难诗社：THE ANTHOLOGY》  | 3        |
| 立陶宛（AGATA專輯榜）                              | 4        |
| 紐西蘭（RMNZ專輯榜）                               | 1        |
| 挪威（VG-lista專輯榜） 《苦难诗社：THE ANTHOLOGY》 | 1        |
| 波蘭（ZPAV專輯榜）                                 | 1        |
| 葡萄牙（AFP專輯榜）                                | 1        |
| 蘇格蘭（OCC專輯榜）                                | 1        |
| 斯洛伐克（ČNS IFPI專輯榜）                         | 1        |
| 西班牙（PROMUSICAE專輯榜）                         | 1        |
| 瑞典（Sverigetopplistan專輯榜）                    | 1        |
| 瑞士（Schweizer Hitparade專輯榜）                  | 1        |
| 英國（OCC專輯榜）                                  | 1        |
| 美國（Billboard 200）                              | 1        |

| 排行榜（2024年）     | 排名 |
| -------------------- | ---- |
| 日本（Oricon專輯榜） | 7    |

| 排行榜（2024年）                          | 排名 |
| ----------------------------------------- | ---- |
| 奧地利（奧地利Ö3專輯榜）                  | 1    |
| 比利時法蘭德斯（Ultratop專輯榜）          | 1    |
| 比利時瓦隆（Ultratop專輯榜）              | 8    |
| 加拿大（《告示牌》Canadian Albums Chart） | 1    |
| 荷蘭（MegaCharts專輯榜）                  | 1    |
| 法國（SNEP專輯榜）                        | 9    |
| 德國（Offizielle Top 100專輯榜）          | 1    |
| 冰岛（Plötutíðindi專輯榜）                | 26   |
| 意大利（FIMI專輯榜）                      | 16   |
| 紐西蘭（RMNZ專輯榜）                      | 1    |
| 瑞士（Schweizer Hitparade專輯榜）         | 1    |
| 英國（OCC專輯榜）                         | 1    |
| 美國（Billboard 200）                     | 1    |

## 銷量認證
| 地區                               | 认证    | 认证单位/销量 |
| ---------------------------------- | ------- | ------------- |
| 澳大利亚（澳大利亚唱片业协会）     | 2× 白金 | 140,000‡      |
| 奥地利（國際唱片業協會奧地利分會） | 金      | 7,500‡        |
| 比利时（比利時唱片音樂協會）       | 白金    | 30,000‡       |
| 巴西（巴西唱片業協會）             | 金      | 20,000‡       |
| 丹麦（國際唱片業協會丹麥分會）     | 2× 白金 | 40,000‡       |
| 法国（法國唱片出版業公會）         | 白金    | 100,000‡      |
| 德国（聯邦音樂產業協會）           | 白金    | 150,000‡      |
| 意大利（意大利音乐产业联盟）       | 白金    | 50,000‡       |
| 新西兰（新西兰唱片音乐协会）       | 3× 白金 | 45,000‡       |
| 波兰（波蘭音像製造商協會）         | 白金    | 20,000‡       |
| 葡萄牙（葡萄牙唱片業協會）         | 白金    | 7,000‡        |
| 西班牙（西班牙音樂製作協會）       | 白金    | 40,000‡       |
| 瑞士（國際唱片業協會瑞士分会）     | 金      | 10,000‡       |
| 英国（英国唱片业协会）             | 2× 白金 | 600,000‡      |
| 美国（美國唱片業協會）             | 6× 白金 | 6,000,000‡    |
| ‡僅含認證的+實際銷量               |         |               |

## 發行歷史
| 地區 | 日期           | 格式            | 版本                 | 廠牌     | 參考            |
| ---- | -------------- | --------------- | -------------------- | -------- | --------------- |
| 多地 | 2024年4月19日  | 数字下载 流媒体 | 標準版               | 聯眾     | [ 240 ]         |
| 多地 | 2024年4月19日  | 磁带 CD 黑胶    | 「」、「」、「手稿」 | 聯眾     | [ 240 ]         |
| 多地 | 2024年4月19日  | 数字下载 流媒体 | 《THE ANTHOLOGY》    | 聯眾     | [ 88 ]          |
| 美國 | 2024年4月19日  | CD 黑膠         | 百貨限定版           | 聯眾     | [ 241 ] [ 242 ] |
| 日本 | 2024年4月20日  | CD              | 「手稿」             | 日本環球 | [ 243 ] [ 244 ] |
| 日本 | 2024年5月17日  | CD              | 「」、「」           | 日本環球 | [ 243 ] [ 244 ] |
| 多地 | 2024年11月29日 | CD 黑膠         | 《THE ANTHOLOGY》    | 聯眾     | [ 97 ]          |